# Paralucilia fulvinota
Paralucilia fulvinota är en tvåvingeart som först beskrevs av Jacques-Marie-Frangile Bigot 1877.  Paralucilia fulvinota ingår i släktet Paralucilia och familjen spyflugor. Inga underarter finns listade i Catalogue of Life.